# Cedrus brevifolia
El cedro de Chipre (Cedrus brevifolia) es una especie arbórea de la familia de las pináceas. Se trata de una conífera originaria de las montañas de Troodos en el centro de Chipre, su distribución no es amplia y tiene plantaciones muy reducidas. Crece en el bosque estatal de Pafos y suelen alcanzar una altura de 20 metros. Su hojas son aciculares y muy cortas respecto a longitud ya que no superan el centímetro de largo.
Algunos botánicos también clasifican este cedro de Chipre y el cedro del Atlas (Cedrus atlantica) como subespecies del Cedro del Líbano (C. libani). Sin embargo, la mayoría de las fuentes modernas las consideran especies distintas.